# Gepunkteter Panzerwels
Der Gepunktete Panzerwels (Hoplisoma punctatum, Synonym: Corydoras punctatus) gehört zur Unterfamilie der Panzerwelse (Corydoradinae) in der Familie der Panzer- und Schwielenwelse (Callichthyidae). Von dem Berliner Arzt und Ichthyologen Marcus Élieser Bloch wurde die Art 1794 unter dem Namen Cataphractus punctatus erstbeschrieben und in der damaligen Schreibweise „Punktirter Kürassier“ genannt. In Unkenntnis der Begriffsbedeutung „punktiert“ von Punktion wird die Art auch Punktierter Panzerwels genannt. Es ist der erste wissenschaftlich beschriebene Panzerwels überhaupt. Im Englischen nennt man ihn Spotted corydoras oder Spotfin corydoras.

## Beschreibung
Hoplisoma punctatus erreichen eine maximale Größe von 6,6 cm, sind am ganzen Kopf und Körper gepunktet, haben einen gestreiften Schwanz und einen schwarzen Fleck in der oberen Hälfte der Rückenflosse. Die Punkte sind auf dem Kopf am größten auf dem Rücken und oberen Teil der Körperseiten stehen sie am dichtesten. Grundfarbe ist rauch- oder gelblichgrau. Die Flossen sind transparent, Schwanz- und Afterflosse mit dunklen Punktreihen. Die Fettflosse hat einen dunklen Fleck.
Populationen die auf dunklen Untergründen leben, haben mehr und größere Flecken. Die Weibchen sind größer und fülliger, die Brustflossen der Männchen deutlich länger und dicker.
Flossenformel: Dorsale I/7, Anale I/5–6, Pectorale 1/7–8, Ventrale I/5.
Knochenschilde: 22–24/19–21/3–4.

## Verbreitung
Die Art kommt in Seitenarmen des Flusses Surinam im  südamerikanischen Staat Surinam und im Iracoubo-Becken in Französisch-Guayana vor. Gepunktete Panzerwelse bevorzugen kleine, mäßig sonnige und seichte Buchten mit sandigen bis sandig-schlammigen Böden. Man findet sie auch an den Rändern von Totzonen überfluteter Wälder (Altarme, Seen).